# Carios talaje
Carios talaje är en fästingart som beskrevs av Félix Édouard Guérin-Méneville 1849. Carios talaje ingår i släktet Carios och familjen mjuka fästingar. Inga underarter finns listade.